# 通用迷彩樣式

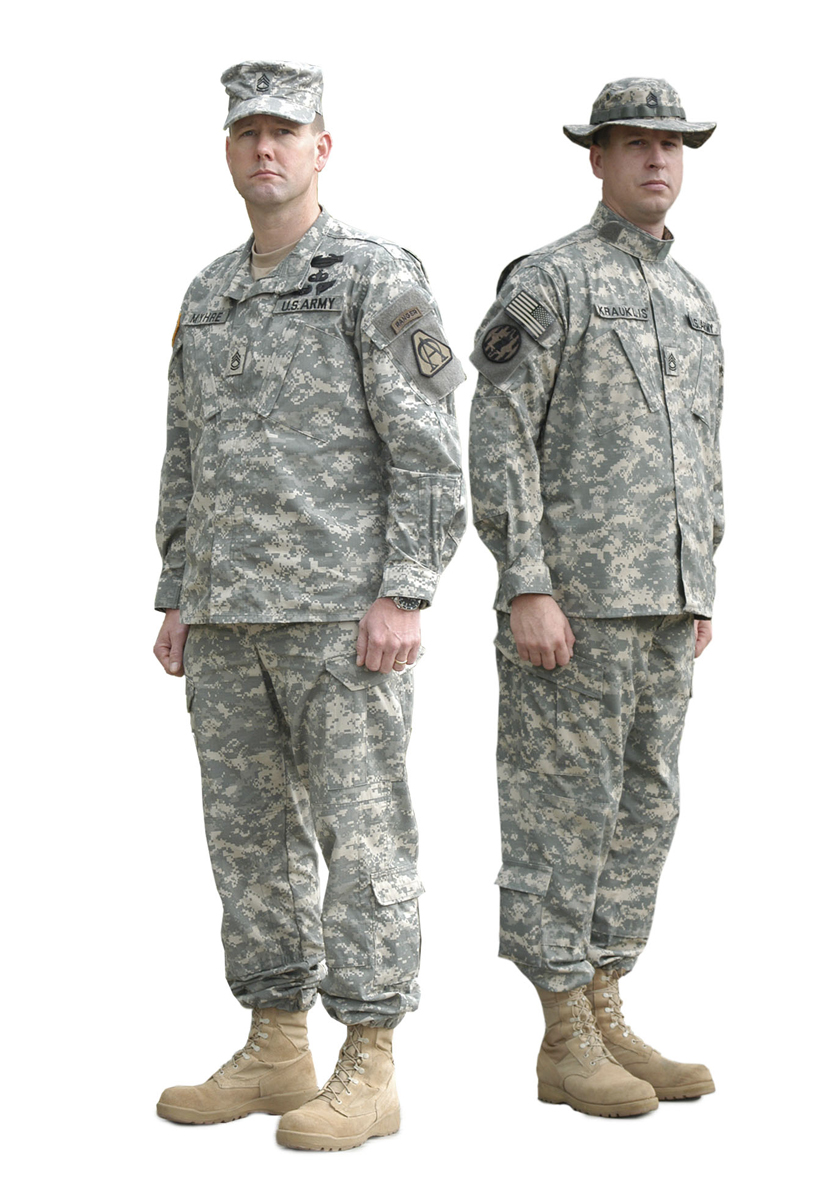
2005 年，两名士兵穿着通用迷彩图案的陆军作战服

通用迷彩樣式（Universal Camouflage Pattern，縮寫UCP），是美国陆军过去在其陆军作战服中使用的数码军事迷彩， 经过2003年至2004年的实验室和现场测试，該迷彩证明它在许多不同的操作环境中可以提供最佳隐蔽，从而被选择。 它击败了其他十种迷彩类型 （尽管由于高级军事领导人喜欢它，UCP可能仍然在没有针对其他迷彩，或进行现场测试的情况下被采用）。 它的像数码化图案类似于美国海军陆战队和加拿大武装部队分别使用的MARPAT和CADPAT数码迷彩图案。
在阿富汗的士兵质疑UCP在全地形下的有效性。 美国陆军随后进行了几项研究，改进并替换为统一化的制服。 2014年7月，陆军宣布作战型迷彩（Operational Camouflage Pattern，OCP）将在2019年9月底之前取代所有带有UCP图案的ACU制服。 然而，UCP仍然在有限范围内服役，例如在一些寒冷天气的防寒装备和旧的防弹衣上。
此外，在美国陆军使用OCP作为他们自己的统一化制服数年之后，美国空军也决定采用 OCP作为他们唯一的实用制服，适用于所有驻军和部署的空军，以取代他们目前的像素化实用制服 ，空军作战服，外观与UCP相似，2021年4月汰換。

## 选拔阶段

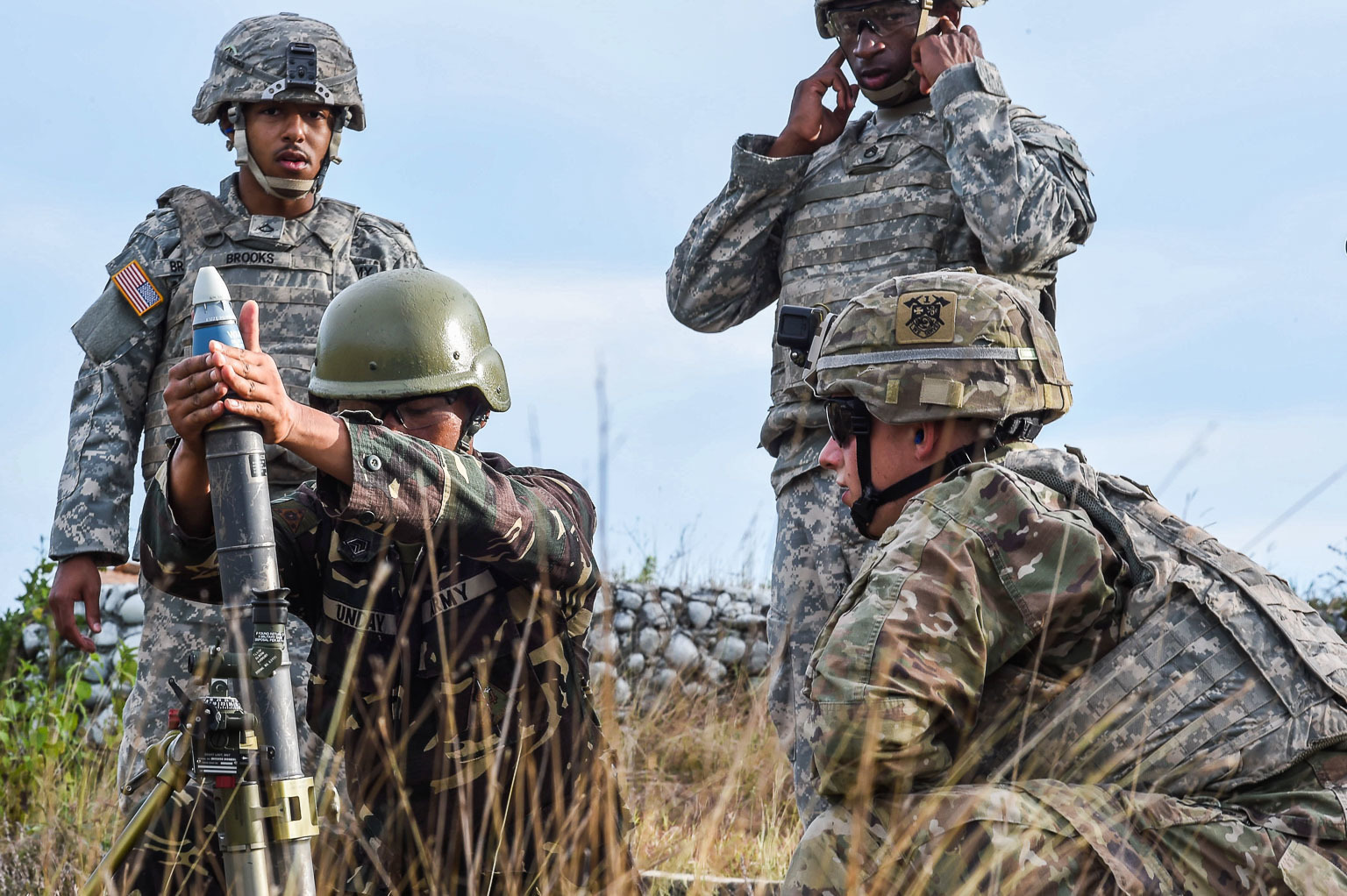
2017年5月在UCP中佩戴ACU的美国士兵

### 第一阶段

#### 初始图案和颜色
开发了三种类型，称为“全刷状”（All over bush）, “影迹”（Track）和“阴影线条”（Shadow Line） 对于每种图案，有四种颜色组合，对应于特定类型的地形，但是，所有四种图案都使用棕褐色作为其基色。 其余三种颜色分别为灌木图案的绿色、棕色和黑色，沙漠图案的深棕褐色、卡其色和棕色，城市图案的浅灰色、中灰色和黑色，以及深棕褐色、浅灰色和棕色 对于沙漠／城市樣式。

#### 测试地点
在班寧堡、波尔克堡、欧文堡、刘易斯堡和华盛顿的亚基马进行了15次评估。 然后，美国陆军士兵在白天和夜间使用夜视设备对伪装图案的混合、亮度、对比度和检测进行评级。

#### 被淘汰的类型
在测试之后，阴影线条图案以及全刷状的城市和沙漠／城市的图案被完全淘汰。 所有四种影迹图案以及全刷狀的林地和沙漠图案則被接受.

### 第二阶段 & 第三阶段
然后对这些樣式进行修改并与新引入的
“包商研发模组”（Contractor-Developed Mod）一起进行测试。 在红外测试中确定黑色、中灰色和中棕褐色是唯一具有可接受性可能的颜色。

### 第四阶段（系统级）
然后在城市、林地和沙漠环境中同时测试所有剩余的四种樣式，沙漠全刷状、多地形迷彩、包商研发模组、林地影迹和城市影迹。

### 结果
沙漠全刷状的设计获得了最佳的总体平均日间可见度评级。 “包商研发模组”在林地环境中获得最高评分，但在沙漠和城市环境中评分较低。 城市影迹 通常是每个站点中表现最差的第3 或第4位，但在夜间环境中表现最好。 红外测试显示四种樣式的性能差异可以忽略不计。 Natick 将樣式从最好到最差评为：沙漠全刷状、林地影迹、包商研发模组和城市影迹。

## 颜色
陆军作战服（ACU）的配色方案由棕褐色（官方命名为沙漠沙500）、灰色（城市灰501）和鼠尾草绿（叶绿502）组成。 该图案以消除黑色而著称。 省略黑色的理由是黑色是自然界中不常见的颜色。 通过夜视仪观察到的纯黑色可能会显得非常暗，并会产生极其非自然性的暗高对比度图像。

## 争论

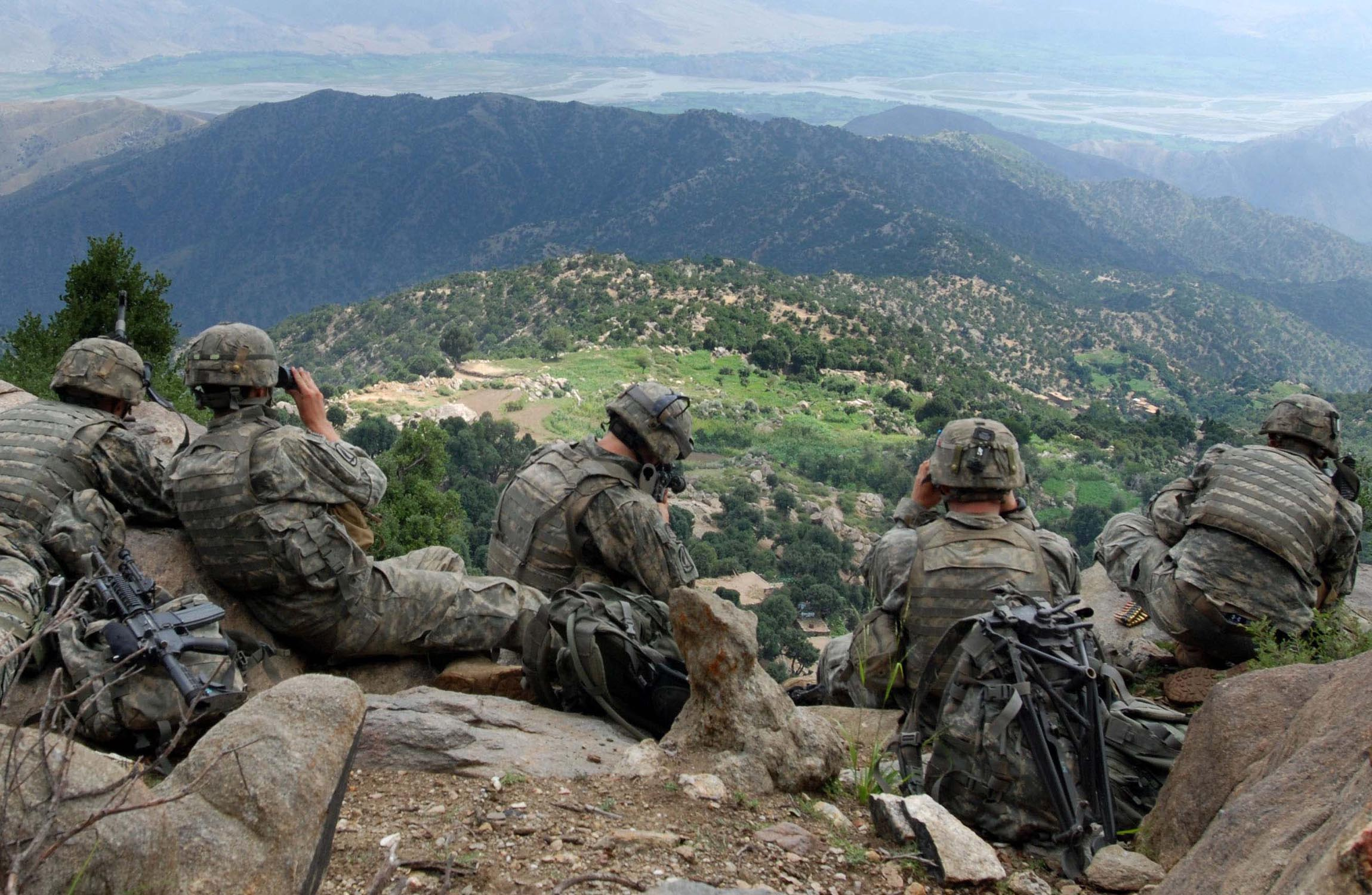
2006年5月，美国陆军士兵在阿富汗库纳尔省穿着通用型迷彩

美国陆军曾错误地向媒体报告说UCP的基础是城市影迹图案，该图案已通过从图案中去除黑色和像素化进行修改。 图案比较随后确定，美国陆军提供的信息不正确，并且该图案只是 MARPAT的三色版本，是加拿大CADPAT方案的衍生品。 美国陆军没有提供任何证据表明新的UCP迷彩已经过适当的现场测试。
在批评该迷彩在阿富汗和中东战区等大多数地区效果不佳之后，美国参议院讨论了该迷彩的使用。
在参议院通过协议时，众议院第2346号法案要求国防部 “立即采取行动，并为部署到阿富汗的人员提供具有适合阿富汗环境的迷彩图案的作战制服”。 陆军随后开始重新评估现有的和可以代替的迷彩图案，并确定UCP是否需要更改。 在美国陆军纳蒂克士兵系统中心（NSRDEC）最近进行的测试中，结果表明其他三种樣式在沙漠和林地环境中的表现明显优于 UCP。 测试了四个商业提交以替代UCP供陆军使用。

## 停产和更换
2014年，美国陆军停止了 UCP， 陆军研究人员研究了一种新的更好的伪装。 测试了四种新图案，为士兵提供适合不同环境的不同图案，外加一种中性图案，用于更昂贵的防弹衣和其他装备。
选择涉及数百个计算机试验以及在全球六个地点的实地测试。 2014年5月，陆军宣布选择了一种名为“天蝎星”（Scorpion）的迷彩，其始于2002年为“目标兵力战士”`（Objective Force Warrior）的计划开发，并在2009年进行了修改（W2版本），被选为UC的替代品。 2014年7月31日，陆军正式宣布作战迷彩图案将于 2015 年夏季开始在制服上采用。
作战迷彩图案的名称是为了强调它在阿富汗以外的所有战斗指挥部的使用，它有一系列版本，包括深色丛林-林地的变体和较浅的沙漠图案。 陆军于 2019年9月下旬停止制服使用UCP， 尽管在其他装备上仍然看到一些有限的使用，例如一些防弹衣和寒冷天气的装备。 随着军队开始逐步淘汰UCP，许多州级国民警卫队开始采用OCP作为他们的制服。

## 使用者
- ：澳大利亞陸軍航空兵部分飛行員穿的是美國製造的UCP迷彩的Air Warrior PSGC背心。[25]
- [來源請求]
- 智利[26]
- 香港：香港警務處小艇分區曾經使用UCP作戰裝束，後來被Multicam所取代。
- 印度：仅由海軍突击队和傘兵突擊隊用于城市作戰。[27]可以看到比哈尔团的一些单位在超高海拔地区穿着它们。[28]
- 伊朗：伊朗海军陆战队经常在军事演习中使用。[29]
- ：哈萨克地面部队的所有分支机构使用。他们的UCP版本与 UCP-D类型相似，但采用浅绿色嵌体而不是棕色嵌体。被称为“KazTcifra”，它不仅为佩戴者提供了一种特殊的混合，而且实际上还能够很好地适应地形。[30]
- 黎巴嫩：黎巴嫩海军陆战队突击队使用美国陆军的本土仿製品和盈余的UCPACU制服。[來源請求]
- 马来西亚: 由STAR特种部队提供和使用。[31]
- 蒙特內哥羅：由黑山特别反恐部队所使用。[32]
- 秘魯[26]
- 中華民國：獲美國軍援退役的UCP迷彩陸軍作戰服及作戰裝具。[33]
- 俄羅斯：部份地區的特別迅速應變分隊穿著UCP迷彩的作戰服。
- 塞爾維亞：由特种反恐部队（SATU）在城市或城镇内的作戰中使用，[34]也被塞尔维亚宪兵队所使用。[35][36]
- ：由 KATUSA单位所穿著。[來源請求]目前仍在使用，但最终被作战性迷彩图案（OCP）取代。[來源請求]
- 乌克兰：採用UCP及當地生產的改良版MM14迷彩（略有不同的调色板），由常规乌克兰武装部队和一些特殊单位使用，包括：
  - 博丹连队[37]
  - 赫尔松连队[38]
  - 捷尔诺波尔连队[39]
  - 斯基夫团[40]
  - 尼古拉耶夫团[41]
- 英国：英國特種部隊曾經在阿富汗和伊拉克作戰時穿著美國陸軍的UCP陸軍作戰服。
- 美国：曾是陸軍作戰服的制式迷彩，現在已被OCP迷彩所取代，但仍有部份美國國民警衛隊士兵使用。部份地區的特種武器和戰術部隊亦有使用多出來的美國陸軍UCP作戰服。

## 外部連結
- Army testing combat boots, camouflage patterns （页面存档备份，存于）